# Мадона (Болоња)
Мадона (итал. Madonna) је насеље у Италији у округу Болоња, региону Емилија-Ромања.
Према процени из 2011. у насељу је живело 27 становника. Насеље се налази на надморској висини од 49 м.